# Krize v České televizi

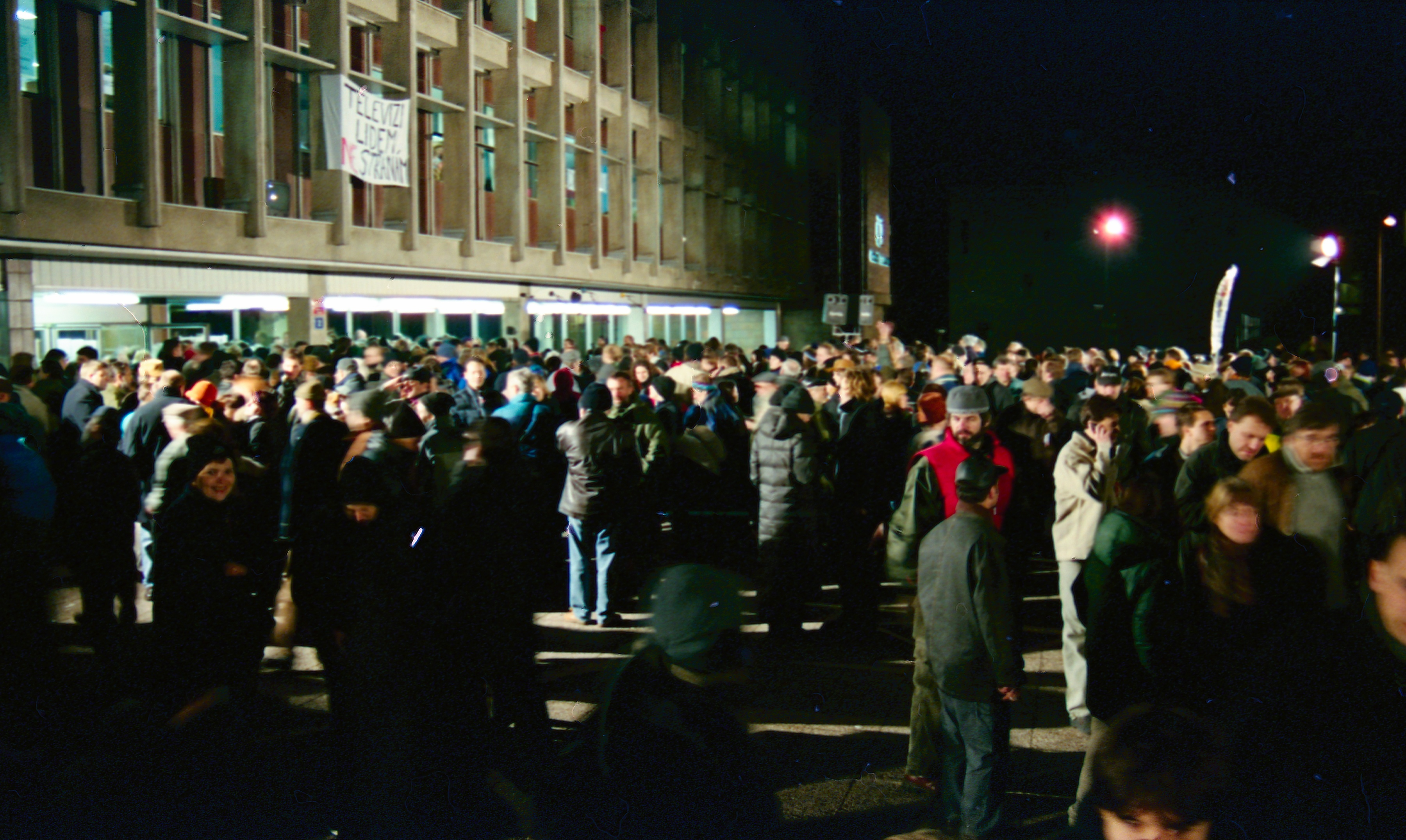
Demonstrace před budovou České televize v prosinci 2000

Krize v České televizi (nebo televizní krize) je označením pro události ve veřejnoprávní České televizi (ČT) na přelomu let 2000 a 2001, kdy se redaktoři zpravodajství ČT vzbouřili proti nově zvolenému generálnímu řediteli ČT Jiřímu Hodačovi a jeho vedení. Motivem krize byla domněnka, že nové vedení veřejnoprávní instituce bude ovlivňovat politickou nestrannost vysílaných pořadů. Není proto přesné o událostech z přelomu let 2000 a 2001 týkajících se ČT hovořit jako o „krizi České televize“ jako takové.
Ředitel Hodač tehdy jmenoval novou ředitelkou Redakce zpravodajství (RZ) někdejší dlouholetou pracovnici téže redakce Janu Bobošíkovou. Vzbouření redaktoři ji však odmítli uznat jako svou nadřízenou, proto vedení televize jejich redakci odpojilo od přístupu do pozemního vysílání a zařídilo vlastní improvizované vysílání, které vzápětí získalo hanlivou přezdívku Bobovize. RZ však i nadále vytvářela zpravodajství na obvyklé profesionální úrovni, takže nakonec záviselo na způsobu přenosu signálu, zda se k divákovi dostala oficiální nebo vzbouřenecká podoba zpravodajského pořadu: na pozemní vysílače bývalo dopraveno oficiální zpravodajství ČT, zatímco telekomunikační družice přenášely zprávy vzbouřenecké a v kabelových sítích se pořady lišily podle toho, zda provozovatel přebíral signál z pozemního nebo družicového vysílání. Před budovou zpravodajství ČT v Praze na Kavčích horách se denně scházelo množství lidí a sledovalo na velkoplošných projektorech zprávy vzbouřenců. Zároveň docházelo k oficiálním i neoficiálním politickým zásahům ze strany poslanců a senátorů Parlamentu České republiky. Krize skončila v lednu 2001 abdikací ředitele Hodače a jmenováním prozatímního ředitele Jiřího Balvína.

## Přehled událostí

### Úterý 12. prosince 2000
- Rada České televize odvolala stávajícího generálního ředitele ČT Dušana Chmelíčka.

### Neděle 17. prosince 2000
- Byla zveřejněna petice, ve které více než 40 zástupců různých sdružení požadovalo okamžité odvolání Rady ČT a zastavení výběrového řízení na nového generálního ředitele ČT. Na protest proti postupu Rady ČT vznikla občanská iniciativa Česká televize – věc veřejná.

### Středa 20. prosince 2000
- Rada ČT zvolila novým generálním ředitelem ČT Jiřího Hodače (hlasovalo pro něj 7 z 9 členů rady), bývalého ředitele zpravodajství ČT a předtím mnohaletého šéfredaktora české verze BBC. To vyvolalo odpor mezi pracovníky Redakce zpravodajství ČT, kteří téhož dne zformovali Krizový výbor zaměstnanců ČT k řízení protestů proti způsobu volby nového ředitele ČT a informovali o něm veřejnost ve zpravodajských relacích Večerník (v 18:00) a Události (v 19:30).

### Čtvrtek 21. prosince 2000
- Výše uvedený Krizový výbor vyzval Jiřího Hodače, aby funkci ředitele televize nepřevzal, a Radu ČT, aby jeho jmenování zrušila a poté sama odstoupila.

### Pátek 22. prosince 2000
- Jiří Hodač se de iure ujal funkce generálního ředitele ČT. Zástupci Krizového výboru mu však sdělili, že jeho volbu považují za netransparentní a neprofesionální, a proto jej nebudou respektovat jako svého nadřízeného.

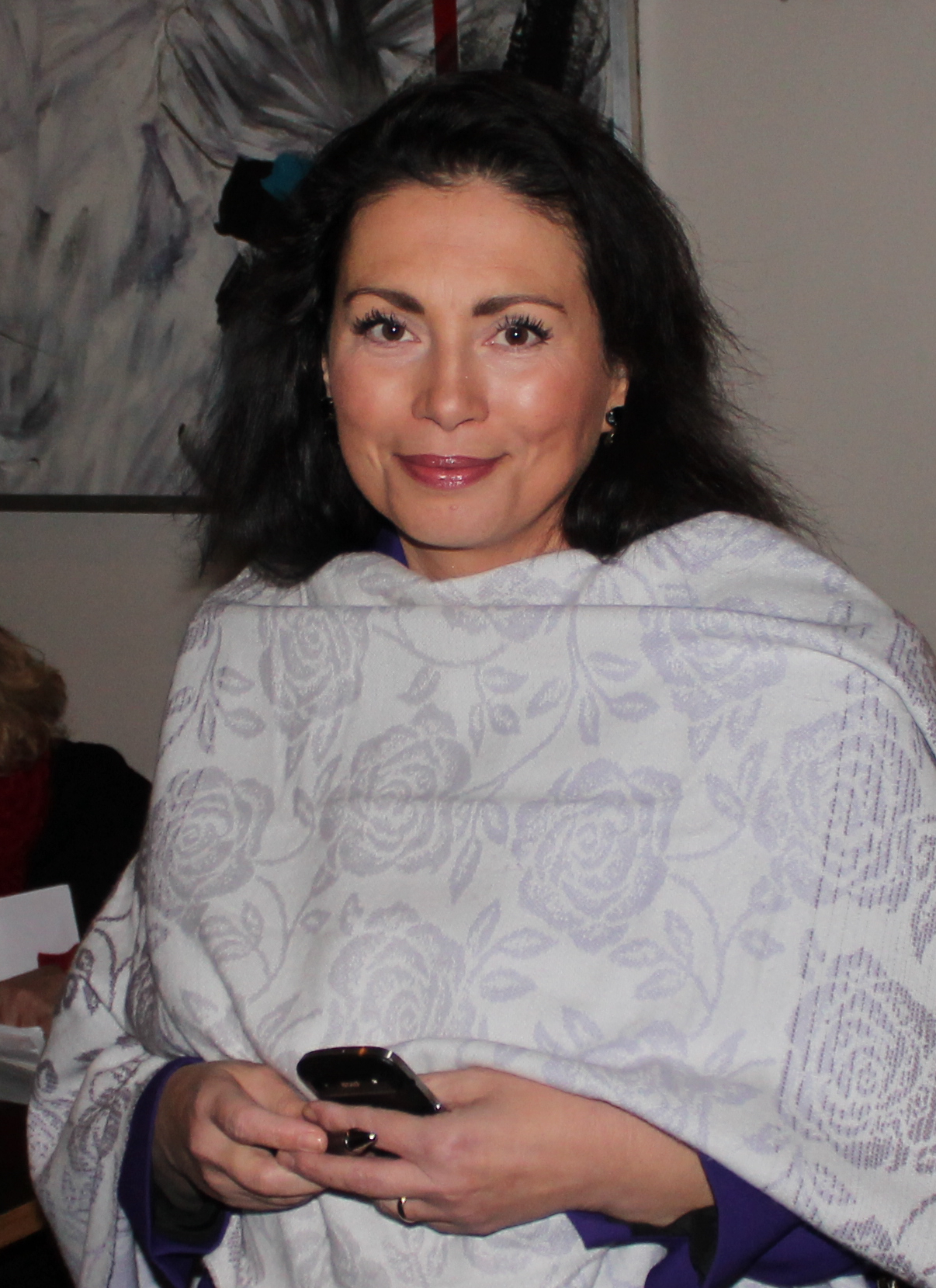
Jana Bobošíková – ředitelka zpravodajství v době krize

### Sobota 23. prosince 2000
- Ředitel Hodač jmenoval do funkce ředitelky zpravodajství Janu Bobošíkovou, která již v době svého redaktorského angažmá kritizovala práci Redakce zpravodajství a hodlala ji restrukturalizovat. Její úmysly však byly zpochybněny kvůli tomu, že v roce 1999 krátce působila jako poradkyně v Kanceláři předsedy Poslanecké sněmovny Václava Klause, který byl zároveň předsedou ODS a fotografie Bobošíkové s Klausem byla použita k propagaci internetové domény klaus.cz. Vzbouřenci RZ to považovali za důkaz propojení ODS s ředitelkou zpravodajství ČT.[2]
- Pracovníci redakcí publicistiky a zpravodajství ČT odmítli nominaci Bobošíkové kvůli údajnému propojení s ODS uznat.[3] [4]
- Krizový výbor vydal prohlášení 2000 slov v roce 2000, v němž požadoval odstoupení Jiřího Hodače a Rady ČT. Petiční výbor Česká televize – věc veřejná téhož dne vydal také prohlášení: „Při volbě či spíše jmenování poslední Rady ČT na jaře 2000 došlo k porušení zákona o ČT. Současná Rada ČT vznikla tak, že do ní poslaly své zástupce politické strany dle výsledků voleb v roce 1998 a ve shodě s opoziční smlouvou ČSSD a ODS. V poslední době považují politické strany svůj vliv na ČT za »normální«.“[5]
- V budově ČT začala působit ochranná služba, najatá ředitelem Hodačem, která začala bránit přístupu novinářů do budovy zpravodajství na Kavčích horách.[6]

### Neděle 24. prosince 2000
- Na pokyn ředitele Hodače ochranná služba zcela přestala vpouštět zaměstnance zpravodajství do prostor velína zpravodajství na Kavčích horách
- Odbavovací pracoviště ČT přestalo do pozemního vysílání pouštět program připravený vzbouřenou RZ. Namísto nich se v éteru objevilo provizorní vysílání týmu Jany Bobošíkové (sestaveného z externích spolupracovníků a dvou redaktorů ČT) z narychlo zapůjčených prostor TV Nova, odkud bylo odbaveno náhradní vysílání svátečních Událostí, zatímco relaci původního týmu z Kavčích hor mohli sledovat jedině diváci se satelitním či kabelovým příjmem.
- Po odvysílání relace Události od skupiny Bobošíkové byl ve všech distribučních sítích několikrát odvysílán hlasatelský vstup Marie Retkové, ve které se vzbouřená RZ distancovala od programu a obsahu vyrobeného skupinou na straně Bobošíkové.

### Pondělí 25. prosince 2000
- Redakci zpravodajství navštívila skupina poslanců a senátorů, mj. tehdejší místopředsedkyně Poslanecké sněmovny Petra Buzková a tehdejší místopředseda Senátu Jan Ruml.
- Bobošíková se neúspěšně pokusila převést část redaktorů zpravodajství ČT na jinou práci.
- Vysílání Poledních zpráv, Zpráv v 18 hodin a Nočních zpráv bylo nahrazeno na distribučních sítích ovládnutých Hodačem a Bobošíkovou černou obrazovkou s textem o tom, že program vysílaný z Kavčích Hor pochází od neautorizovaných osob.[pozn. 1][pozn. 2]
- Tým Bobošíkové připravil svou verzi hlavní zpravodajské relace Události v prostorech TV Prima a odvysílal ji za její technické pomoci. V souvislosti s tím odvysílali zaměstnanci TV Prima nesouhlasící s tímto krokem ve své hlavní zpravodajské relaci Zpravodajský deník své protestní prohlášení, které většina z nich podepsala.[pozn. 3]

### Úterý 26. prosince 2000
- Bobošíková se protestujícím redaktorům zpravodajství, kteří ji odmítli jako ředitelku respektovat, pokusila rozdat okamžité výpovědi z pracovního poměru, ovšem protestující redaktoři je považovali za neplatné, nepřevzali je a pokračovali v blokádě zpravodajského velína. Toto jednání Bobošíkové, které soud později zrušil jako nezákonné, pobouřilo mnoho umělců (např. Michala Viewegha) a další.
- Z obavy, že budou redaktoři ČT z velína vyvedeni násilím, dorazila na Kavčí hory skupina politiků Čtyřkoalice, například Ivan Pilip a Jan Ruml, kteří ve spacácích nocovali společně s protestujícími zaměstnanci ČT v objektu zpravodajství.
- Ředitel Hodač byl vyzván k rezignaci od ministra kultury Pavla Dostála.
- Unie slovenských televizních tvůrců se postavila ve sporu na stranu vzbouřené RZ ČT.
- Zaměstnanci Televize Prima, kteří předešlého dne podepsali své protestní prohlášení, dostali od vedení televize pokutu za porušení pracovní kázně.
- V souvislosti s večerním vysíláním filmu Pelíšky na České televizi byl odvysílán hlasatelský vstup, ve kterém však obvyklé hlasatele zastoupil režisér filmu Jan Hřebejk s prohlášením na podporu vzbouřené RZ.
- Poprvé odvysílala skupina Bobošíkové i vlastní verzi dalšího zpravodajského pořadu, tedy večerního diskusního pořadu „21“.
- V pořadu „21“ z tvorby vzbouřené RZ byla odvysílána reportáž přirovnávající dění v České televizi mediálnímu dění v Jugoslávii. V pořadu bylo též zmíněno, že někteří jugoslávští novináři ve sporu stojí na straně vzbouřené RZ.

### Středa 27. prosince 2000
- Brzy ráno byla ve všech distribučních sítích odvysílána repríza pořadu „21“ z tvorby vzbouřených redaktorů České televize.
- V 15:56 využili vzbouření redaktoři České televize upoutávkového pořadu Tipy ČT k odvysílání velmi stručného přehledu vlastního zpravodajství, které bylo vydáváno za upoutávku na večerní Události a který byl odvysílán ve všech distribučních sítích.
- Vysílání kanálů ČT 1 i ČT 2 bylo počínaje časem vysílání večerního pořadu Události prakticky na jeden den nahrazeno informací o suspendování vysílání do doby, kdy se situace vyřeší.[pozn. 4][pozn. 5]

### Čtvrtek 28. prosince 2000
- Vysílání obou programů České televize bylo na základě nařízení Rady pro rozhlasové a televizní vysílání obnoveno přibližně v 18:47.
- V distribučních sítích ovládaných vzbouřenými redaktory proběhlo odvysílání pátrací relace Na stopě, kde policie vydala naléhavou zprávu o pátrání po nezvěstném dítěti. Jelikož však paralelně většina přijímačů žádný obsah České televize nepřijímala, zpráva se k veřejnosti dostala až s odkladem jednoho dne na naléhání tvůrců pořadu.
- V souvislosti s večerním vysíláním filmu Co chytneš v žitě využili opětovně vzbouření redaktoři televize hlasatelský vstup, prostřednictvím kterého se pokusili odvysílat prohlášení na podporu zaměstnanců ČT prostřednictvím režiséra filmu Romana Vávry. Hlasatelský vstup byl bezprostředně přerušen na distribučních sítích ovládaných Hodačem a Bobošíkovou.
- Na Jezuitské ulici v Brně se konalo již třetí shromáždění protestující veřejnosti, která požadovala odstoupení Hodače, ředitele brněnského studia podporujícího Hodačovy kroky Zdenka Drahoše a Rady ČT.

### Pátek 29. prosince 2000
- Zaměstnanci brněnského studia České televize se poprvé oficiálně sešli s ředitelem studia Drahošem v souvislosti s dění v České televizi. Požadovali, aby bylo obnoveno vysílání Jihomoravského večerníku, který byl od 25. prosince nahrazován titulkem a vyzvali Drahoše, aby opustil svou pozici.
- Předseda ODS, Václav Klaus, vyzval předsedy parlamentních stran ke schůzi věnované dění v České televizi plánované na 2. ledna.

### Sobota 30. prosince 2000
- Ředitel Hodač jmenoval nové členy vrcholného vedení ČT: finančního ředitele, personalistu a technického náměstka.[8]
- Prostřednictvím mimořádné upoutávky na Události odvysílala vzbouřená RZ do všech distribučních sítí stručný přehled svého zpravodajství.
- Ředitel komerční TV Nova Vladimír Železný se v pořadu Volejte řediteli vyjádřil ke krizi kolem ČT, přičemž se postavil za ředitele ČT Hodače.
- Skupina Bobošíkové odvysílala opět svou vlastní verzi Událostí, kterou moderovala Dušica Zimová. V době vysílání Večerních zpráv ČT byla odvysílána upravená varianta Událostí týmu Bobošíkové.
- V pořadu Tipy ČT odvysílala vzbouřená RZ do všech distribučních sítí opět velmi stručný sestřih svého zpravodajství, kde bylo poprvé naznačeno propojení Hodače, Bobošíkové a Železného. Sestřih byl vydáván za upoutávku na pořad Tady a teď.
- Na ČT2 byl uveden nový pořad ČT s názvem Kavky. Pořad byl připravován ještě před krizí v ČT a plánován právě na 30.12. Vzbouřená RZ však vysílání pořadu využila k odvysílání druhého, nikoliv plánovaného prvního dílu, který byl věnován čistě jen dění kolem krize v ČT.
- Vzbouřené RZ se podařilo ve večerních hodinách bez přerušení odvysílat ve všech distribučních sítích pořad Noc s Andělem, který se věnoval také krizi v ČT. V pořadu účinkovala publicistka Petruška Šustrová a zpravodaj ruské redakce BBC Kuranov.

### Neděle 31. prosince 2000
- V noci mezi 30. a 31. prosincem 2000 se podařilo vzbouřené RZ odvysílat ve všech distribučních sítích prohlášení, kde byla zmíněna možnost přikročení ke stávce zaměstnanců. Prohlášení bylo během dne odvysíláno ještě několikrát.
- Večerní program na ČT 2 vyplnil pořad Ponorka, silvestrovská verze Noci s Andělem, který byl odvysílán ve všech distribučních sítích a kde se objevil drsný, až urážlivý humor na adresu Hodače a Bobošíkové.

### Pondělí 1. ledna 2001
- Zaměstnanci ČT, nesouhlasící s ředitelem Hodačem, vyhlásili oficiální stávku jménem odborů ČT. Protestující novináři měli také plnou podporu ze strany Syndikátu novinářů České republiky a Mezinárodní federace novinářů.
- Stávkující zaměstnanci ČT využili uvedení nového pořadu Obrazovka k tomu, aby ve všech distribučních sítích odvysílali dění v budově televize a v prostoru před ní.
- Byl uveden novoroční projev prezidenta Václava Havla. Havel projev natočil pro toho času stávkující zaměstnance ČT a odmítl nahrání verze pro Hodače a Bobošíkovou. Projev byl odvysílán ve všech distribučních sítích.
- Vzbouřená RZ se pokusila v souvislosti s večerním vysíláním filmu Návrat idiota využít hlasatelského vstupu k odvysílání projevu podporujícího stávkující zaměstnance prostřednictvím režiséra Saši Gedeona, hlasatelský vstup byl v distribučních sítích ovládaných Hodačem a Bobošíkovou nahrazen titulkem. Vstup byl zařazen i po odvysílání filmu a byl odvysílán ve všech distribučních sítích.

### Úterý 2. ledna 2001
- Ředitel Hodač vyzval dopisem zaměstnance a externí pracovníky ČT k respektování autority generálního ředitele a ke spolupráci s ním a jím jmenovanými členy vedení ČT.
- Generální tajemník Mezinárodní federace novinářů Aidan White písemně seznámil se situací v ČT předsedu Evropské komise Romana Prodiho.
- Vzbouřená RZ odvysílala ve všech distribučních sítích první díl nového magazínu Černá bíla, v jehož rubrice Denní referendum mohli diváci hlasovat o tom, zda měl Hodač rezignovat či nikoliv.

### Středa 3. ledna 2001
- Na Václavském náměstí proběhla demonstrace na podporu vzpoury v České televize, odhadovaná účast činila přes 100 000 lidí.
- Menší demonstrace a protesty proběhly v Praze, Brně a Ostravě v blízkosti lokálních studií České televize. Jeden z protestů proběhl také v Plzni.
- Senát přijal usnesení, v němž konstatoval odpovědnost Rady ČT a Jiřího Hodače za situaci v ČT, vyzval ředitele Hodače k rezignaci a Poslaneckou sněmovnu k odvolání Rady ČT.
- Vzbouřená RZ odvysílala v distribučních sítích, které ovládala, svou verzi diskusního pořadu „21“, kde účinkoval ministr kultury Dostál. Poté, co se dozvěděl, že na většině přijímačů se místo pořadu objevil jen titulek od Hodače a Bobošíkové, oznámil, že na Hodače podá trestní oznámení.

### Čtvrtek 4. ledna 2001
- Jiří Hodač utrpěl celkový kolaps a byl hospitalizován.
- Vzbouřené RZ se podařilo ve všech distribučních sítích odvysílat neplánované Mimořádné zprávy.

### Pátek 5. ledna 2001
- Německá veřejnoprávní televize ARD odvysílala ve svém ranním magazínu ARD-Morgenmagazin přímý přenos českého Dobrého rána z velína České televize, kde redaktorka Jana Ulrichová provedla diváky Dobrého rána a Morgenmagazinu velínem, které se proměnilo v útočiště vzbouřených redaktorů.
- Proběhlo zasedání poslanců Parlamentu ČR, kde byl přijat návrh ČSSD vyzývající Hodače k rezignaci, respektive Radu ČT k jeho odvolání a kde byl zamítnut návrh ODS na propuštění vzbouřených zaměstnanců v případě přijetí prvního návrhu.

### Sobota 6. ledna 2001
- Poslanecká sněmovna vydala prohlášení, že odstoupení Jiřího Hodače je podmínkou řešení situace v ČT, a pokud neodstoupí, vyzvali Radu ČT, aby jej do dvou dnů odvolala[9] (kritici stávky však často uváděli pouze jiný bod toho usnesení – že generální ředitel ČT byl jmenován v souladu se zákonem).[10]).

### Pondělí 8. ledna 2001
- Bezpečnostní agentura, najatá ředitelem Hodačem, přestala blokovat vstup do velína zpravodajství ČT.

### Úterý 9. ledna 2001
- Bylo ukončeno vysílání dvojích zpráv a tvorba vzbouřenecké RZ se vrátila do oficiálního vysílání.

### Čtvrtek 11. ledna 2001
- Jiří Hodač odstoupil ze zdravotních důvodů z funkce generálního ředitele ČT. Zastupováním byla pověřena Věra Valterová.
- V řadě českých měst proběhly další protesty na podporu vzbouřené RZ.

### Pátek 12. a sobota 13. ledna 2001
- V noci z pátku 12. na sobotu 13. ledna Poslanecká sněmovna odvolala Radu ČT a schválila výrazné změny v zákoně o České televizi, který vstoupil v platnost 25. ledna.

### Pondělí 15. ledna 2001
- Byly uveřejněny výpisy telefonních hovorů dokazující spojení některých členů Rady ČT s poslanci ODS a ČSSD.

### Pátek 9. února 2001
- Při mimořádné schůzi Poslanecké sněmovny byl zvolen do funkce prozatímního ředitele ČT Jiří Balvín. Ten o den později odvolal členy managementu jmenované Hodačem a provedl kroky k ukončení stávky a stabilizaci situace v České televizi.

### Sobota 10. února 2001
- Zaměstnanci České televize v Poledních zprávách oznámili, že ukončují stávku.